# Nabutiw
Nabutiw (ukrainisch Набутів; russisch Набутов Nabutow) ist ein Dorf im Zentrum der ukrainischen Oblast Tscherkassy mit etwa 700 Einwohnern.
Das Dorf wurde schon 1009 gegründet, wurde im 16. Jahrhundert wieder begründet und liegt nördlich des Flusses Ros sowie der ukrainischen Territorialstraße T-2403, 46 Kilometer westlich der Rajons- und Oblasthauptstadt Tscherkassy, die ehemalige Rajonshauptstadt Korsun-Schewtschenkiwskyj befindet sich 13 Kilometer westlich des Ortes.

## Verwaltungsgliederung
Am 19. September 2016 wurde das Dorf zum Zentrum der neugegründeten Landgemeinde Nabutiw (Набутівська сільська громада/Nabutiwska silska hromada). Zu dieser zählen auch die 10 in der untenstehenden Tabelle aufgelisteten Dörfer sowie die Ansiedlungen Sachniwske und Tscherwone, bis dahin bildete einen Teil der Landratsgemeinde Neterebka (Нетеребська сільська рада/Neterebska silska rada) im Osten des Rajons Korsun-Schewtschenkiwskyj.
Am 17. Juli 2020 kam es im Zuge einer großen Rajonsreform zum Anschluss des Rajonsgebietes an den Rajon Tscherkassy.
Folgende Orte sind neben dem Hauptort Nabutiw Teil der Gemeinde:
| Name                     | Name              | Name                                    |
| ukrainisch transkribiert | ukrainisch        | russisch                                |
| ------------------------ | ----------------- | --------------------------------------- |
| Browachy                 | Бровахи           | Бровахи (Browachi)                      |
| Buda-Browachiwska        | Буда-Бровахівська | Буда-Броваховская (Buda-Browachowskaja) |
| Derenkowez               | Деренковець       | Деренковец                              |
| Drabiwka                 | Драбівка          | Драбовка (Drabowka)                     |
| Kornyliwka               | Корнилівка        | Корниловка (Kornilowka)                 |
| Kytschynzi               | Кичинці           | Кичинцы (Kitschinzy)                    |
| Miroschnykiwka           | Мірошниківка      | Мирошниковка (Miroschnikowka)           |
| Neterebka                | Нетеребка         | Нетеребка                               |
| Paskiw                   | Паськів           | Паськов (Paskow)                        |
| Sachniwka                | Сахнівка          | Сахновка (Sachnowka)                    |
| Sachniwske               | Сахнівське        | Сахновское (Sachnowskoje)               |
| Tscherwone               | Червоне           | Червоное (Tscherwonoje)                 |